# USS Goss (DE-444)
USS Goss (DE-444) là một tàu hộ tống khu trục lớp John C. Butler từng phục vụ cùng Hải quân Hoa Kỳ trong Chiến tranh Thế giới thứ hai. Nó là chiếc tàu chiến duy nhất của Hải quân Hoa Kỳ được đặt cái tên này, theo tên Chuẩn úy Thủy quân Lục chiến Angus R. Goss (1910-1942), người từng phục vụ tại khu vực quần đảo Solomon, đã tử trận trong Trận Tulagi vào ngày 10 tháng 8, 1942 và được truy tặng Huân chương Chữ thập Hải quân. Nó đã phục vụ trong suốt Thế chiến II, được cho ngừng hoạt động sau khi xung đột chấm dứt vào năm 1946, rồi được huy động trở lại để tiếp tục phục vụ trong cuộc Chiến tranh Lạnh từ năm 1951 đến năm 1958. Con tàu cuối cùng bị bán để tháo dỡ vào năm 1972. Goss được tặng thưởng bốn Ngôi sao Chiến trận do thành tích phục vụ trong Thế Chiến II.

## Thiết kế và chế tạo
Lớp John C. Butler được thiết kế nhằm đáp ứng nhu cầu một số lượng lớn nhưng rẻ tiền của một kiểu tàu hộ tống chống tàu ngầm để hộ tống các đoàn tàu vận tải vượt đại dương. Chúng có chiều dài chung 306 foot (93,3 m), mạn tàu rộng 36 foot 10 inch (11,2 m) và mớn nước 13 foot 4 inch (4,1 m), trọng lượng choán nước tiêu chuẩn 1.350 tấn Anh (1.372 t), và lên đến 1.745 tấn Anh (1.773 t) khi đầy tải, với một thủy thủ đoàn bao gồm 14 sĩ quan và 201 thủy thủ. Con tàu được vận hành bởi hai turbine hơi nước hộp số Westinghouse; hơi nước được cung cấp bởi hai nồi hơi "D" Express, tạo ra công suất 12.000 mã lực càng (8.900 kW) và cho phép đạt được tốc độ tối đa 24 hải lý trên giờ (44 km/h; 28 mph). Nó có tầm hoạt động 6.000 hải lý (11.000 km; 6.900 mi) ở tốc độ đường trường 12 hải lý trên giờ (22 km/h; 14 mph).
Dàn vũ khí chính bao gồm hai tháp pháo 5-inch/38 caliber đa dụng nòng đơn, được dẫn đường bởi hệ thống điều khiển hỏa lực Mark 51; vũ khí phòng không gồm hai khẩu đội Bofors 40 mm L/60 nòng đôi và mười khẩu Oerlikon 20 mm nòng đơn cũng được dẫn đường bởi hệ thống Mark 51. Ngoài ba ống phóng ngư lôi 21 inch (533 mm), vũ khí chống ngầm bao gồm hai đường ray thả mìn sâu, tám máy phóng mìn sâu K-gun cùng một dàn súng cối chống ngầm Hedgehog. Con tàu được trang bị sonar kiểu QC, radar dò tìm mặt biển SL và radar dò tìm không trung SA.
Goss được đặt lườn tại xưởng tàu của hãng Federal Shipbuilding and Dry Dock Company ở Newark, New Jersey vào ngày 16 tháng 12, 1943. Nó được hạ thủy vào ngày 19 tháng 3, 1944, được đỡ đầu bởi bà Jamie S. Goss, em dâu của Chuẩn úy Goss, và được cho nhập biên chế cùng Hải quân Hoa Kỳ vào ngày 26 tháng 8, 1944 dưới quyền chỉ huy của Hạm trưởng, Thiếu tá Hải quân Claude A. Kirkpatrick.

## Lịch sử hoạt động

### Thế Chiến II
Sau khi hoàn tất việc chạy thử máy huấn luyện tại khu vực Bermuda và sửa chữa sau chạy thử máy, Goss chuẩn bị để được điều động sang khu vực Mặt trận Thái Bình Dương. Nó khởi hành từ Norfolk, Virginia vào ngày 30 tháng 10, 1944, băng qua kênh đào Panama và ghé đến San Francisco, California trên đường hướng sang quần đảo Hawaii, đi đến Trân Châu Cảng vào ngày 2 tháng 12. Nó lên đường ba ngày sau đó để đi sang Kossel Roads tại Palau ngang qua Eniwetok, nơi nó gia nhập một đội đặc nhiệm tìm-diệt tàu ngầm được hình thành chung quanh tàu sân bay hộ tống Tulagi (CVE-72) cùng bốn tàu hộ tống khu trục khác; đơn vị này hoạt động tuần tra chống tàu ngầm tại vùng biển ngoại vi quần đảo Palau.
Trong thành phần Lực lượng Bắn phá và Hỗ trợ hỏa lực dưới quyền Phó đô đốc Jesse B. Oldendorf, Goss khởi hành từ Kossel Roads vào ngày 1 tháng 1, 1945 để tham gia vào cuộc đổ bộ lên vịnh Lingayen tại Philippines. Vào ngày 5 tháng 1, khi lực lượng còn cách các sân bay chủ lực của đối phương tại Luzon khoảng 150 mi (240 km), họ liên tục bị máy bay đối phương quấy nhiễu. Hai đợt tấn công vào lúc 07 giờ 58 phút và lúc giữa trưa đã bị máy bay tiêm kích tuần tra chiến đấu trên không (CAP) ngăn chặn khi chúng còn cách lực lượng 35–45 mi (56–72 km). Tuy nhiên trong đợt tấn công cuối cùng lúc 16 giờ 50 khi lực lượng còn cách Corregidor khoảng 100 mi (160 km), 16 máy bay tấn công tự sát Kamikaze được bốn máy bay tiêm kích bảo vệ đã xuyên qua hàng rào ngăn chặn của những chiếc CAP và tấn công lực lượng đặc nhiệm. Chúng đã đánh trúng các tàu tuần dương hạng nặng Louisville (CA-28) và HMAS Australia (D84), tàu sân bay hộ tống Manila Bay (CVE-61) và tàu hộ tống khu trục Stafford (DE-411). Trong trận chiến ác liệt này, hỏa lực phòng không của Goss đã bắn rơi hai máy bay Kamikaze đối phương.
Sang ngày hôm sau, khi di chuyển ở cách vịnh Lingayen khoảng 60 mi (97 km), đội hình lực lượng đặc nhiệm được tách ra cho những nhiệm vụ khác nhau, và Goss phục vụ trong thành phần hộ tống cho Đội tàu sân bay Lingayen dưới quyền Chuẩn đô đốc Calvin T. Durgin. Nó hỗ trợ cho cuộc đổ bộ trong vịnh Lingayen cho đến ngày 20 tháng 1, và rút lui về Mindoro vào ngày hôm sau. Từ ngày 21 tháng 2 đến ngày 6 tháng 6, con tàu hoạt động trong thành phần Đội đặc nhiệm 52.1 dưới quyền Chuẩn đô đốc Felix Stump, và tham gia vào các chiến dịch đổ bộ lên Iwo Jima và Okinawa.
Trong thành phần Đội đặc nhiệm 30.8, một đội tiếp liệu dưới quyền Chuẩn đô đốc Donald B. Beary, Goss khởi hành từ Ulithi vào ngày 3 tháng 7 để phục vụ tiếp nhiên liệu cho Lực lượng Đặc nhiệm 38 dưới quyền Phó đô đốc John McCain. Lực lượng này đang hoạt động không kích và bắn phá dọc theo bờ biển các đảo chính quốc Nhật Bản, và đội tiếp liệu hoạt động tại vùng biển cách đảo Honshū 250–500 mi (400–800 km) về phía Đông, tiếp nhiên liệu và cung cấp máy bay thay thế cho các tàu sân bay. Đến cuối tháng 7, nó lại được điều gia nhập Đội đặc nhiệm 94.17, một đội tìm-diệt tàu ngầm hoạt động dọc theo các tuyến hàng hải về phía Đông Nam Okinawa; rồi từ ngày 7 tháng 8 chuyển sang hoạt động cùng Đội đặc nhiệm 75.19 tuần tra về phía Đông đảo Đài Loan. Nó vẫn đang làm nhiệm vụ này khi Nhật Bản chấp nhận đầu hàng vào ngày 15 tháng 8, giúp chấm dứt vĩnh viễn cuộc xung đột.
Rút lui về vịnh San Pedro, Leyte vào ngày 25 tháng 8, Goss lên đường hai ngày sau đó hộ tống cho các lực lượng đặc nhiệm 32 và 33 đưa các đơn vị thuộc Tập đoàn quân 8 đi sang Nhật Bản làm nhiệm vụ chiếm đóng. Sau khi đi đến vịnh Tokyo vào ngày 2 tháng 9, nó hoạt động cùng lực lượng chiếm đóng tại Nhật Bản cho đến khi lên đường vào ngày 5 tháng 11 để quay trở về Hoa Kỳ. Đi ngang qua Trân Châu Cảng, nó về đến Los Angeles, California vào ngày 22 tháng 11, rồi được cho xuất biên chế tại San Diego, California vào ngày 15 tháng 6, 1946 và đưa về Hạm đội Dự bị Thái Bình Dương.

### 1950 - 1958
Sau khi cuộc Chiến tranh Triều Tiên bùng nổ vào tháng 6, 1950, Goss được cho tái biên chế trở lại tại San Diego vào ngày 27 tháng 12, 1950 dưới quyền chỉ huy của Hạm trưởng, Thiếu tá Hải quân L. R. Hayes. Nó được phân về Quân khu Hải quân 11 để phục vụ như một tàu huấn luyện dự bị, với phạm vi hoạt động trải dài từ vùng biển Alaska cho đến Nam Mỹ, cũng như từng viếng thăm Hawaii, Cuba và Panama. 
Goss được cho xuất biên chế lần sau cùng tại Astoria, Oregon vào ngày 10 tháng 10, 1958, và tiếp tục được đưa về Hạm đội Dự bị Thái Bình Dương, sau đó chuyển đến neo đậu tại Bremerton, Washington. Tên nó được cho rút khỏi danh sách Đăng bạ Hải quân vào ngày 1 tháng 3, 1972, và con tàu bị bán để tháo dỡ vào ngày 20 tháng 11, 1972.

## Phần thưởng
Goss được tặng thưởng bốn Ngôi sao Chiến trận do thành tích phục vụ trong Thế Chiến II.
|  |  | Bronze star · Bronze star · Bronze star · Bronze star |
|  |  |                                                       |

| Dãi băng Hoạt động Tác chiến (truy tặng) | Huân chương Chiến dịch Hoa Kỳ         | Huân chương Chiến dịch Châu Á-Thái Bình Dương với 4 Ngôi sao Chiến trận |
| Huân chương Chiến thắng Thế Chiến II     | Huân chương Phục vụ Phòng vệ Quốc gia | Huân chương Giải phóng Philippine (Philippine)                          |